# سرگئی کوچاریان
سرگئی آلفردی کوچاریان (ارمنی: Սերգեյ Ալֆրեդի Քոչարյան؛ زاده ۲۰ آوریل ۱۹۰۱ - درگذشته نامعلوم) کارگردان اهل ارمنستان بود.

## زندگی‌نامه
وی در ۲۰ آوریل ۱۹۰۱ به دنیا آمد . وی در فرهنگستان دولتی تئاتر سوندوکیان فعالیت می‌کرد. وی همچنین برنده جوایزی همچون چهره هنری شایسته ارمنستان شوروی شد.  
- کیکوس